# Kastanjesparv
Kastanjesparv (Passer eminibey) är en fågel i familjen sparvfinkar inom ordningen tättingar.

## Utseende
Kastanjesparven mäter i genomsnitt elva centimeter, vilket gör den till den minsta arten inom familjen sparvfinkar. Fjäderdräkten är unik, hos hanen helt kastanjebrun med mörkare huvud, hos honan rostbrun på ryggen, mestadels grått på huvudet och ljus undersida. Hanen liknar kastanjevävaren, men är mycket mindre med mindre näbb. Honan liknar hona gråsparv och somaliagråsparv, men är mer bjärt färgad. Bland de vanligaste lätena hörs tjirpande och tjattrande ljud samt en långsam drill med tjattrande toner.

## Utbredning och systematik
Fågeln förekommer från centrala Tchad, sydvästra Sudan, Sydsudan och sydvästra Etiopien till nordöstra Uganda, Kenya och centrala samt östra Tanzania. Den behandlas som monotypisk, det vill säga att den inte delas in i några underarter.

## Levnadssätt
Kastanjesparven hittas i rätt torr savann och öppet skogslandskap. Den häckar i kolonier och ses vanligen i flocka, ibland stora och uppblandade med andra fågelarter.

## Status
Arten har ett stort utbredningsområde och beståndet anses stabilt. Internationella naturvårdsunionen IUCN listar den därför som livskraftig (LC).